# 제롬 뒤크로스
제롬 뒤크로스(프랑스어: Jérôme Ducros, 1974년 11월 30일~)는 프랑스의 피아노 연주자, 작곡가이다.